# تشاك هاريسون
تشاك هاريسون (بالإنجليزية: Chuck Harrison)‏ هو لاعب كرة قاعدة أمريكي، ولد في 25 أبريل 1941 في أبيلين في الولايات المتحدة.

## وصلات خارجية
- تشاك هاريسون على موقعبيزبول رفرنس.كوم (الدوري الرئيسي) (الإنجليزية)
- تشاك هاريسون على موقعبيزبول رفرنس.كوم (الدوري الثانوي) (الإنجليزية)
- تشاك هاريسون على موقع مشجعي الرسوم البيانية (الإنجليزية)